# MI1
MI1 was de Britse militaire inlichtingendienst sectie 1 (British Military Intelligence Section 1). Dit directoraat voor militaire inlichtingen was opgezet gedurende de Eerste Wereldoorlog. MI1 was verantwoordelijk voor het kraken van codes. De dienst is heden ten dage niet meer operationeel.